# レオンティイ・レオンティイエビッチ・ベニグセン

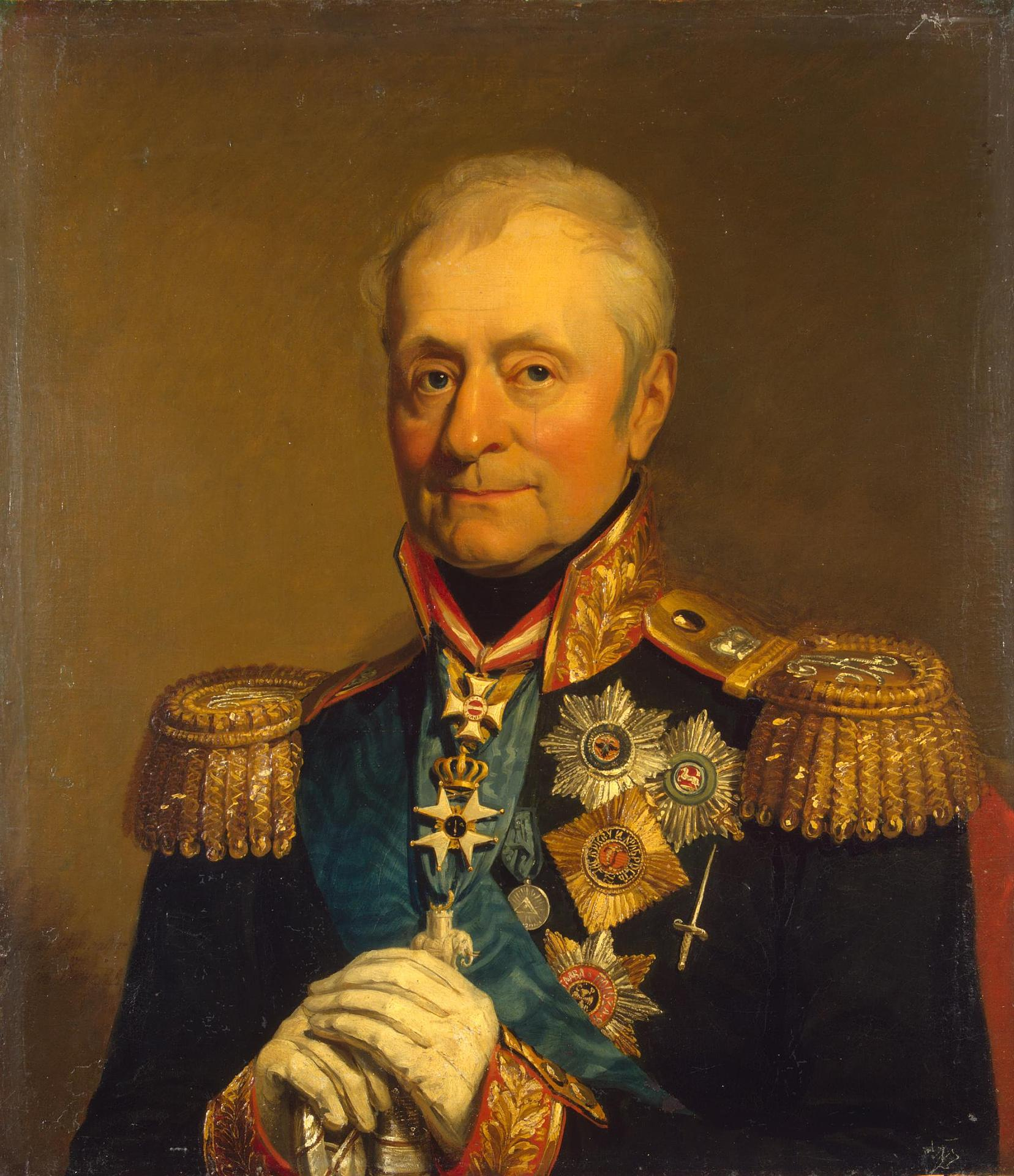
ジョージ・ドー作のポートレート

レオンティイ・レオンティイエビッチ・ベニグセン（ロシア語: Лео́нтий Лео́нтьевич Бе́ннигсен , 1745年2月10日-1826年12月3日）は、ロシア帝国の将軍。ブラウンシュヴァイク出身。

## 経歴
1745年2月10日、ブラウンシュヴァイク＝リューネブルク選帝侯領のブラウンシュバイクで生まれた。彼の家系は、バンテルンに領地を所有していた。選帝侯領の軍人となった彼は、七年戦争では1762年にウェストファリア、ライン川方面の戦役に参加した。1764年に父親が亡くなり、結婚し、選帝侯領の軍人を辞した。1773年にロシア軍の将校となった。
1774年から1778年、1787年から1792年までトルコと戦った。1794年にはコシチュシュコの蜂起の鎮圧に参加、1796年のロシア・ペルシャ戦争ではデルベントでガージャール朝と戦った。この間、1794年9月26日に聖ギオルギー勲章を受章した。1798年、ロシア皇帝パーヴェル1世より罷免された。
1801年、アレクサンドル1世よりリトアニア総督に任命された。
1805年12月2日のアウステルリッツの戦いには参加できなかった。ロシア＝オーストリア連合軍が敗北した後、彼は撤退し1806年冬まで戦闘を行うことはなかった。1806年12月26日、プウトゥスクの戦いでジャン・ランヌの軍団と戦った。その後彼は退却戦を実行、1807年2月8日のアイラウの戦いでナポレオンと戦った。同年6月14日のフリートランドの戦いでナポレオンに敗れ、ロシアはティルジットの和約を結んだ。　
その後、退役したが1812年ロシア戦役では、ミハイル・クトゥーゾフの幕僚となった。9月7日のボロジノの戦いにも参加、同年10月18日のタルティノの戦いでジョアシャン・ミュラの部隊を破った。
1813年10月のライプツィヒの戦いに参加した後、ハンブルクの包囲戦でルイ＝ニコラ・ダヴーと戦った。
ナポレオン戦争後は、ロシア第2軍を率いて1818年までベッサラビアに駐屯した。
退役後は、ヒルデスハイム近郊のバンテルンで過ごした。
1826年12月3日、81歳で亡くなった。

## 関連図書
- Chisholm, Hugh, ed. (1911). "Bennigsen, Levin August" . Encyclopædia Britannica (英語). Vol. 3 (11th ed.). Cambridge University Press. p. 742.